# Пекари (Краківський повіт)
Пекари (пол. Piekary) — село в Польщі, у гміні Лішки Краківського повіту Малопольського воєводства.
Населення — 1630 осіб (2011).
У 1975-1998 роках село належало до Краківського воєводства.

## Демографія
Демографічна структура станом на 31 березня 2011 року:
|          | Загалом | Допрацездатний вік | Працездатний вік | Постпрацездатний вік |
| -------- | ------- | ------------------ | ---------------- | -------------------- |
| Чоловіки | 807     | 190                | 578              | 39                   |
| Жінки    | 823     | 176                | 515              | 132                  |
| Разом    | 1630    | 366                | 1093             | 171                  |